# Erika Furlani
Erika Furlani (ur. 2 stycznia 1996) – włoska lekkoatletka specjalizująca się w skoku wzwyż.
W 2013 została srebrną medalistką mistrzostw świata juniorów młodszych w Doniecku, a rok później zajęła 7. miejsce na mistrzostwach świata do lat 19 w Eugene. Uczestniczka mistrzostw Europy w Amsterdamie (2016). W 2017 sięgnęła po brąz młodzieżowego czempionatu Europy w Bydgoszczy.
Rekordy życiowe: stadion – 1,94 (21 lipca 2020, Rieti); hala – 1,90 (5 lutego 2017, Ankona).

## Osiągnięcia
| Rok  | Impreza                               | Miejsce    | Lokata            | Wynik |
| ---- | ------------------------------------- | ---------- | ----------------- | ----- |
| 2013 | Mistrzostwa świata juniorów młodszych | Donieck    | 2. miejsce        | 1,82  |
| 2014 | Mistrzostwa świata juniorów           | Eugene     | 7. miejsce        | 1,85  |
| 2015 | Mistrzostwa Europy juniorów           | Eskilstuna | 9. miejsce        | 1,75  |
| 2016 | Mistrzostwa Europy                    | Amsterdam  | el. – 16. miejsce | 1,85  |
| 2017 | Halowe mistrzostwa Europy             | Belgrad    | el. – 9. miejsce  | 1,86  |
| 2017 | Młodzieżowe mistrzostwa Europy        | Bydgoszcz  | 3. miejsce        | 1,86  |
| 2017 | Mistrzostwa świata                    | Londyn     | el. – 28. miejsce | 1,80  |
| 2022 | Igrzyska śródziemnomorskie            | Oran       | 8. miejsce        | 1,84  |
| 2022 | Mistrzostwa Europy                    | Monachium  | el. – 19. miejsce | 1,78  |